# Жута буква (споменик природе)
Жута буква је заштићени споменик природе у Републици Српској. Налази се у засеоку Столићи у селу Засеље у општини Котор Варош. Дрво жуте букве представља јединствени варијетет мезијске букве. Постојање жуте букве је до сада утврђено једино на овом локалитету.

## Локалитет
Жута буква са околином у радијусу од око 5.002 m² чини заштићено подручје којим управља Еко-етно село „Жута буква” из Котор Вароши. Ово је први заштићени дендролошки споменик природе у Републици Српској по новијем законодавству.

## Основне карактеристике
Стабло жуте букве старо око 300 година карактеристично је по уједначеној златножутој боји лишћа. (М. Тошић, 2005).
| Висина стабла              | 15,0 m      |
| Обим дебла на 1,3 м        | 445,0 cm    |
| Ширина круне               | 18 x 17,5 m |
| Пречник дебла              | 141,72 cm   |
| Висина дебла до прве гране | 2,3 m       |